# Kameno
Kameno (bulgariska: Камено) är en ort i Bulgarien. Den ligger i kommunen Obsjtina Kameno och regionen Burgas, i den östra delen av landet, 300 km öster om huvudstaden Sofia. Kameno ligger 25 meter över havet och antalet invånare är 4 952.
Terrängen runt Kameno är platt. Runt Kameno är det ganska tätbefolkat, med 160 invånare per kvadratkilometer.. Närmaste större samhälle är Burgas, 16,1 km sydost om Kameno.
Trakten runt Kameno består till största delen av jordbruksmark.